# Pombal da Fazenda Notley

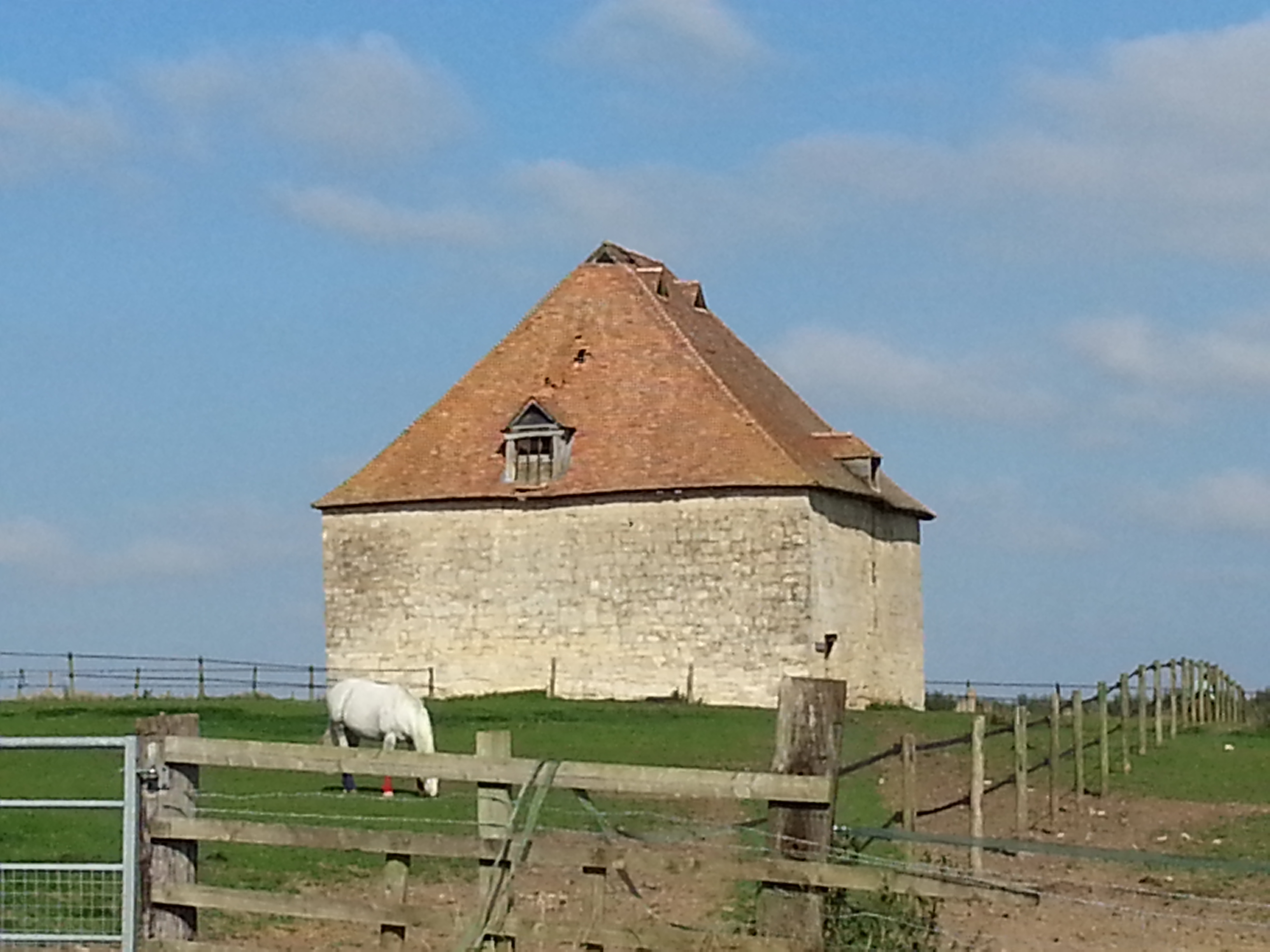
Pombal da Fazenda Notley

O Pombal da Fazenda Notley é um pombal listado como Grau I em Long Crendon, no condado de Buckinghamshire, na Inglaterra. Embora o pombal tenha sido declarado como sendo do século XIV, acredita-se que data do século XVI ou XVII e foi construído com pedras da antiga Abadia de Notley .